# 前鋒統領
前鋒統領，為後金、清朝設置統率清軍八旗精銳的前鋒營官兵之職官，員額2人，左翼（鑲黃旗、正白旗、鑲白旗、正藍旗）、右翼（正黃旗、鑲藍旗、正紅旗、鑲紅旗）各1人，品秩正二品，由皇帝於滿洲、蒙古王公大臣、護軍統領、副都統中簡選補授。

## 建置
後金天命十一年（1626年）於八旗總管、佐管大臣以外，設調遣大臣16人，隨時調遣出兵駐防。天聰八年（1634年），清太宗自八旗精銳「巴牙喇營」（護軍營）再抽調巴牙喇精銳前哨兵，每牛彔僅抽2人，另立一營，稱為「噶布什賢超哈」（穆麟德轉寫：gabsihiyan cooha，轻兵），長官稱為噶布什賢噶喇依昂邦（穆麟德轉寫：gabsihiyan i galai amban）。順治元年（1644年）定噶布什賢超哈按照滿洲蒙古八旗分為左右兩翼，左右翼各設噶布什賢噶喇依昂邦1人。十七年（1660年）定噶布什賢噶喇依昂邦漢字稱為前鋒統領。康熙三十三年（1694年）鑄給前鋒統領印信。雍正三年（1725年）定前鋒統領俱穿著黃馬褂。八年（1730年）設立前鋒統領衙門。
掌管前鋒營政令、遴選八旗滿洲蒙古精銳士兵、選補營官、按時操練、進班宿衛皇宮、帶刀隨扈巡幸、圍獵演習步圍、戰時統兵出征。前鋒營兵缺額時，由前鋒統領會同護軍統領於親軍、護軍、正身驍騎、執事人、閒散正身壯丁內遴選充補。
前鋒統領出缺時，由兵部開列本翼滿洲蒙古護軍統領、副都統奏請補授，亦可由王公大臣特簡。前鋒統領下轄協理事務前鋒參領、前鋒參領、前鋒侍衛、前鋒校、筆帖式、鳥槍什長、藍翎長等官。